# Vaterländischer Frauenverein

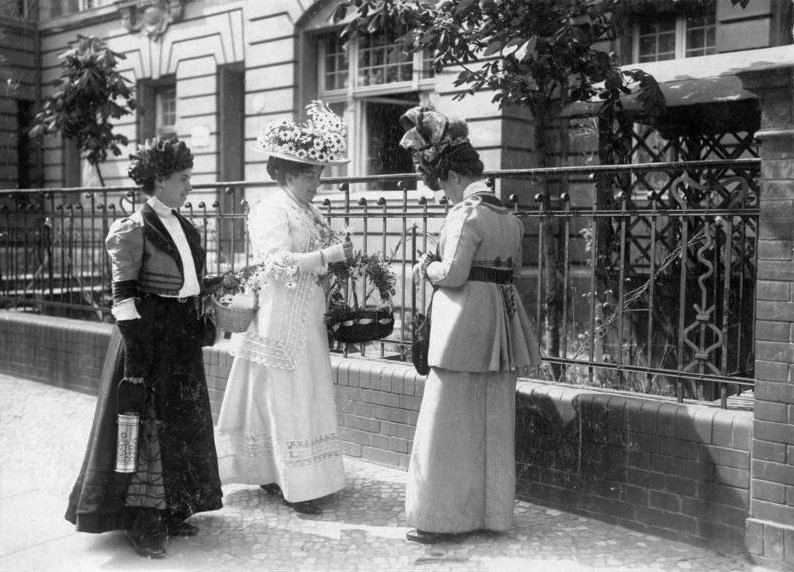
Straßenverkäuferinnen des Vaterländischen Frauenvereins in Berlin, am Margeritentag 1911

Der Vaterländische Frauenverein (VFV) (Langform: Deutscher Frauenverein zur Pflege und Hilfe für Verwundete im Kriege) wurde von der preußischen Königin (späteren deutschen Kaiserin) Augusta am 11. November 1866 gegründet. Sein Vereinsgebiet war zunächst nur die Stadt Berlin.

## Geschichte
Aus der Gründung von 1866, während des Deutschen Krieges, gingen schon bald die ersten Zweigvereine hervor, die in der Folgezeit in den verschiedenen Regionen des Kaiserreiches die Vorläufer der Frauenvereine des Roten Kreuzes bildeten. Als die ersten Vereine dieser Art in Deutschland sind der Vaterländische Frauenverein in Koblenz, der Hamburger Verein und der in Kassel zu nennen, die zwischen 1866 und 1869 entstanden. Am 18. Juli 1870 gründete Emmy, Frau des Bataillonsarztes Carl Türk, unmittelbar vor Ausbruch des Deutsch-Französischen Krieges einen solchen in Lübeck.
Für verwundete Krieger wurden Vereinslazarette betrieben. Im Ersten Weltkrieg richteten VFV auch Kriegskindergärten ein.
Zur ersten Vorsitzenden des Vereins ernannte die Königin Louise Gabriele Marie von Itzenplitz (1839–1901) aus dem märkischen Adelsgeschlecht Itzenplitz. Nach der Heirat Louise Gabriele Maries im folgenden Jahr übernahm ihre Schwester Gräfin Charlotte Clementine von Itzenplitz den Vorsitz und führte den Verein ein halbes Jahrhundert von 1867 bis 1916.
Auch in Berlin (s. Foto), Bonn und zahlreichen anderen Orten wurden VFV gegründet.
11 Jahre nach seiner Gründung trat im Jahr 1888 der sogenannte Deutsche Frauen-Verein für Krankenpflege in den Kolonien dem VFV als satzungsgemäßer Hilfsverein bei.
Die Geschichte der eigenständigen Vaterländischen Frauenvereine endete mit dem „Gesetz über das Deutsche Rote Kreuz“ vom 9. Dezember 1937.

## Landesverband Oldenburg
Erste Frauenvereine im Land Oldenburg gründeten sich im Jahr 1870 (Stadt Oldenburg), 1875 in Jever, 1879 in Delmenhorst, 1881 in Varel und 1886 in Brake. Durch Zusammenschluss der im Großherzogtum Oldenburg (mit Ausnahme des Fürstentum Birkenfeld) bestehenden Zweigvereine des VFV wird am 30. September 1892 der „Landesverband der Vaterländischen Frauenvereine im Großherzogtum Oldenburg“ mit Sitz in Oldenburg (Oldb.) gebildet. Ihm traten auch die Zweigvereine im Fürstentum Lübeck (Ahrensbök und Eutin) bei. Das Protektorat über den Verein übernahm im März 1872 zunächst Grossherzogin Elisabeth und nach ihrem Tod (1896) im August 1905 die neue Grossherzogin Elisabeth. Im Ersten Weltkrieg ist eine Reihe von Neugründungen zu verzeichnen: 1914 (Bardenfleth, Bardewisch, Berne, Elsfleth, Ganderkesee, Neuenhuntorf, Osternburg, Varel-Land, Vechta, Warfleth), 1915 (Friesoythe, Oldenbrok, Zwischenahn) und 1916 (Burhave). Im Jahr 1917 umfasste der Landesverband insgesamt 26 Zweigvereine mit ca. 6.500 Mitgliedern.
Organisatorisch gliederte er sich in die vier Abteilungen für Volksküche, Hauspflege, Säuglingsfürsorge und Kriegsvorbereitung.
Zu seinen Einrichtungen oder Tätigkeiten gehörten seit
- 1879: Volksküche (Ritterstraße 7, Oldenburg)
- 1884: Kaffeestufe
- 1892: Nähabend für Dienstverpflichtete
- 1903: Haus- und Wöchnerinnenpflege
- 1911: Stillprämien
- 1911: Säuglingsfürsorgestelle
- 1915: Kinderküche
- 1916: Säuglingsheim (in der Gartenstraße, ab 1917 im alten Landtag, Pferdemarkt, Oldenburg)
- 1917: Wanderausstellung über Säuglingsfürsorge
- 1917: Ausbildung von Hilfsschwestern und Helferinnen
- 1918: Forderung nach einer Berufsschwesterschaft vom Roten Kreuz
- 1918: Jugendgruppe
- 1925: Säuglingsheim (Alexanderstraße, Oldenburg)
- 1927 Mittelstandsküche.[9]

Der Landesverband des VFV arbeitete später eng mit dem Oldenburgischen Landesverein vom Roten Kreuz zusammen. und war im Jahr 1882 Gründungsmitglied des Verbandes deutscher Krankenpflege-Institute vom rothen Kreuz, dem heutigen Verband der Schwesternschaften vom Deutschen Roten Kreuz e. V.